# 並角犀屬
並角犀屬（Diceratherium）是一種已滅絕的犀科動物，原產於漸新世至中新世的北美洲，生存年代為3,390萬年前至1,160萬年前，共存活了約2,230萬年。模式種D. armatum的平均體重約為1噸（2,200磅）。

## 描述
並角犀由馬什（Marsh，1875）依模式種雙角犀（Diceratherium armatum）命名。馬許（Marsh，1875）和卡羅爾（Carroll，1988）將其歸入犀科（Rhinocerotidae）；普羅瑟羅（Prothero，1998）將其歸入並角犀亞科（Diceratheriinae）；魏德曼（W eidmann）和金斯伯格（Ginsburg，1999）將其歸入無角犀亞科（Aceratheriinae）；薩赫（Sach）和海茲曼（Heizmann，2001）將其歸入遠角犀亞科（Teleoceratini）。並角犀的鼻部長有兩隻並排的角，常使並角犀與月角犀屬混淆。